# アンドリュー・ハウス
アンドリュー・ハウス（Andrew House, 1965年1月23日 - ）は、ウェールズ出身の実業家。2011年9月からソニー・インタラクティブエンタテインメント（旧ソニー・コンピュータエンタテインメント）の代表取締役社長兼グローバルCEOを務めている。日本語に堪能でメディアのインタビューにも日本語で応じている。妻との間に子供が2人いる。
 オックスフォード大学オリオル・カレッジ卒業後、1990年にソニーに入社。1995年からソニー・コンピュータエンタテインメントに移動し、PlayStationの開発に関わった。1996年から2005年までソニー・コンピュータエンタテインメント・アメリカのマーケティング部門と副社長を務める。2005年からソニー・コンピュータエンタテインメント・ヨーロッパのマーケティング長を務め、2011年8月まで社長の座にあった。ソニー・コンピュータエンタテインメント社長であった平井一夫がソニー社長に昇格するに伴い、後任として2011年9月1日に5代目社長に就任。ゲームズコムやE3などゲーム関連の展示会で新製品の発表を行っている。2013年11月のPlayStation 4発売時にはニューヨークで行われたイベントに登場した。2016年4月ソニー・インタラクティブエンタテインメント取締役社長、グローバルCEO。2017年10月同取締役会長。2019年6月日産自動車社外取締役。2022年3月電通グループ社外取締役。